# Windows Mixed Reality
Windows Mixed Reality, anteriormente Windows Holographic, es una plataforma de realidad mixta introducida como parte del sistema operativo Windows 10, que proporciona experiencias holográficas y de realidad mixta con pantallas compatibles montadas en la cabeza.
Su dispositivo insignia, Microsoft HoloLens, se anunció en el evento de prensa "Windows 10: The Next Chapter" el 21 de enero de 2015 Proporciona una experiencia de realidad mixta donde se incorpora una presentación en vivo de elementos físicos del mundo real con la de elementos virtuales (denominados "hologramas" por Microsoft) de modo que se perciba que existen juntos en un entorno compartido. Una variante de Windows para computadoras de realidad aumentada (que aumenta un entorno físico del mundo real con elementos virtuales) Windows Mixed Reality presenta un entorno operativo de realidad aumentada en el que se puede ejecutar cualquier aplicación de la Plataforma universal de Windows.
La plataforma también se usa para cascos de realidad virtual diseñados para su uso en Windows 10 Fall Creators Update, que están construidos según las especificaciones implementadas como parte de Windows Mixed Reality, pero carecen de soporte para experiencias holográficas.
Su desarrollo se dinamizará en futuras ediciones de sistemas operativos y productos de Microsoft.

## Productos

### Microsoft HoloLens
El principal dispositivo para Windows Mixed Reality, Microsoft HoloLens es un casco con gafas inteligentes que es una computadora Windows 10 inalámbrica e independiente con Windows 10 Holographic. Utiliza varios sensores, una pantalla óptica estereoscópica 3D montada en la cabeza de alta definición y sonido espacial para permitir aplicaciones de realidad aumentada, con una interfaz natural de usuario con la que el usuario interactúa a través de la mirada, la voz y los gestos con las manos. Denominado "Proyecto Baraboo", HoloLens había estado en desarrollo durante cinco años antes de su anuncio en 2015, pero fue concebido antes como el lanzamiento original realizado a fines de 2007 para lo que se convertiría en la plataforma tecnológica Kinect.
Microsoft ha apuntado a HoloLens para su lanzamiento "en el marco de tiempo de Windows 10", con la edición de desarrollo de Microsoft HoloLens para comenzar a enviarse el 30 de marzo de 2016, disponible por aplicación para desarrolladores en los Estados Unidos y Canadá por un precio de lista de USD 3000. Aunque se considera que la Edición de Desarrollo es un hardware listo para el consumidor, a partir de febrero de 2016, Microsoft no ha establecido un marco de tiempo para la disponibilidad de HoloLens para el consumidor, y el inventor principal de HoloLens, Alex Kipman, afirmó que HoloLens tendrá un lanzamiento para el consumidor solo cuando el mercado esté listo por ello Empresas como Samsung Electronics y Asus habían expresado interés en trabajar con Microsoft para producir sus propios productos de realidad mixta basados en HoloLens. Intel creó un competidor directo llamado Project Alloy con su sistema llamado "Realidad fusionada"; sin embargo, se canceló a partir del 22 de septiembre de 2017.
Microsoft lleva sus gafas de realidad aumentada HoloLens a diferentes mercados a nivel mundial, una ambiciosa apuesta que promete instaurar este tipo de tecnología alrededor del mundo. De principio esta tecnología estaba disponible únicamente en Estados Unidos y Canadá, pero ahora llegarán a Alemania, Francia, el Reino Unido, Irlanda y Nueva Zelanda debido a la positiva respuesta que han recibido de parte de sus usuarios.

### Cascos inmersivos
En octubre de 2016, durante un evento de hardware, Microsoft anunció que múltiples fabricantes de equipos originales lanzarían cascos de realidad virtual para la plataforma holográfica de Windows, basados en diseños de referencia de Microsoft que permiten la realidad virtual a escala de sala sin sensores o componentes externos. En enero de 2017, se presentaron prototipos en Consumer Electronics Show para su lanzamiento más adelante en el año, y Microsoft luego anunció que planeaba lanzar kits de desarrollo para tales auriculares durante la Game Developers Conference. Estos dispositivos serían compatibles con la "Actualización de creadores" de Windows 10. En la Game Developers Conference en 2017, Microsoft declaró que tenía la intención de admitir los auriculares de realidad mixta de Windows en Xbox One en 2018, señalando específicamente las capacidades de la próxima revisión de hardware de Xbox One X, pero la compañía más tarde declaró que inicialmente se estaba enfocando en plataformas de PC primero, y que quería centrarse en soluciones de realidad virtual inalámbrica para consolas.
En octubre de 2017, Microsoft lanzó oficialmente Windows Mixed Reality y una línea de cascos de terceros para usar con Windows 10 "Fall Creators Update" (incluida una línea de lanzamiento de auriculares de Acer, Dell, HP y Lenovo, y productos futuros de Asus y Samsung), oficialmente conocidos como auriculares inmersivos de realidad mixta de Windows. A diferencia de HoloLens, estos dispositivos solo son compatibles con el software de realidad virtual, pero el ecosistema subyacente se conoce como Windows Mixed Reality, independientemente de la experiencia. Todos los cascos inmersivos cuentan con seguimiento de movimiento integrado (evitando sensores independientes) y contienen cámaras que se pueden usar para rastrear los accesorios del controlador de movimiento portátil, que pueden agruparse con los cascos o distribuirse como accesorios opcionales.
Los cascos inmersivos son actualmente compatibles con el software de realidad mixta obtenido de Microsoft Store, aplicaciones universales y software compatible con Steam VR. La capacidad de ejecutar software de escritorio se agregó en la "Actualización de mayo de 2019" de Windows 10.
Microsoft clasifica sus requisitos de sistema mínimos y recomendados para Windows Mixed Reality como "PC con Windows Mixed Reality" (60 fps) y "Windows Mixed Reality Ultra PC" (90 fps). Los requisitos mínimos especifican un Intel Core i5-7200U o mejor para computadoras portátiles, 8 GB de RAM, Intel HD Graphics 620 o mejor con soporte DirectX 12, conexiones USB 3.0, HDMI o DisplayPort y soporte Bluetooth 4.0 para controladores; The Verge señaló que los usuarios "no necesitarán una PC para juegos de alta gama" para cumplir con estas recomendaciones.

## Lista de cascos con realidad mixta de Windows
| Nombre               | Tipo de auricular  | Fecha de lanzamiento                                                                                 | Tipo de pantalla        | Resolución (por ojo) | Campo de vision | Audio                                                                          | Conectividad                                                                                   | Precio inicial de venta                                             | Plataforma compatible         | Entrada |
| -------------------- | ------------------ | --- | ----------------------- | -------------------- | --------------- | ------------------------------------------------------------------------------ | ---------------------------------------------------------------------------------------------- | ------------------------------------------------------------------- | ----------------------------- | --- |
| Microsoft HoloLens   | Reaildad Aumentada | 30 de marzo de 2016 (Edición desarrollador) (Edición de desarrollador 2) Anunciado 2 de mayo de 2019 | Propiedad               | 1268x720             | 34°             | Altavoces integrados                                                           | Bluetooth 4.1 LE, IEEE 802.11ac                                                                | $3,000 $5,000 (Suite comercial)                                     | Windows Mixed Reality         | Gestos con las manos y Clicker |
| Microsoft HoloLens 2 | Reaildad Aumentada | Anunciado para el 24 de febrero de 2019                                                              | Propiedad               | 2,560x1,440          | 52°             | Altavoces integrados                                                           | Bluetooth LE 5.0, 802.11 2x2 WiFi                                                              | $3500 USD, $125 USD cada mes Enterprise, $99 USD cada mes Developer | Windows Mixed Reality         | Seguimiento ocular, seguimiento espacial, seguimiento manual                                                                      |
| Acer AH101           | Realidad virtual   | 17 de octubre de 2017                                                                                | LCD                     | 1440x1440            | 95°             | 3.5 mm audio jack                                                              | 1x USB 3.0 1x HDMI 2.0                                                                         | $399.99 (controladores incluidos)                                   | Windows Mixed Reality SteamVR | Controladores duales 6DoF rastreados por HMD *                                                                                    |
| HP WMR headset       | Realidad virtual   | 17 de octubre de 2017                                                                                | LCD                     | 1440x1440            | 95°             | 3.5 mm audio jack                                                              | 1x USB 3.0 Bluetooth 4.0 HDMI 2.0 DisplayPort 1.2                                              | $449 (controladores incluidos)                                      | Windows Mixed Reality SteamVR | Controladores duales 6DoF rastreados por HMD *                                                                                    |
| Asus HC102           | Realidad virtual   | 20 de febrero de 2018                                                                                | LCD                     | 1440x1440            | 96°             | 3.5 mm audio jack                                                              | 1x HDMI 2.0 1x USB 3.0                                                                         | $399 (controladores incluidos)                                      | Windows Mixed Reality SteamVR | Controladores duales 6DoF rastreados por HMD *                                                                                    |
| Dell Visor           | Realidad virtual   | 17 de octubre de 2017                                                                                | LCD                     | 1440x1440            | 110°            | 3.5 mm audio jack                                                              | 1x USB 3.0 1x HDMI 2.0                                                                         | $350 ($450 con controladores)                                       | Windows Mixed Reality SteamVR | Controladores duales 6DoF rastreados por HMD *                                                                                    |
| Lenovo Explorer      | Realidad virtual   | 4 de octubre de 2017                                                                                 | LCD                     | 1440x1440            | 110°            | 3.5 mm audio jack                                                              | 1x USB 3.0 1x HDMI 2.0                                                                         | $349 ($449 con controladores)                                       | Windows Mixed Reality SteamVR | Controladores duales 6DoF rastreados por HMD *                                                                                    |
| Samsung Odyssey      | Realidad virtual   | 7 de noviembre de 2017                                                                               | AMOLED                  | 1440x1600            | 110°            | auriculares AKG integrados, micrófono incorporado                              | 1x USB 3.0 1X HDMI 2.0                                                                         | $500                                                                | Windows Mixed Reality SteamVR | Controladores duales 6DoF rastreados por HMD (tiene un diseño de controlador ligeramente diferente al de otros auriculares WMR) * |
| Samsung Odyssey+     | Realidad virtual   | 22 de octubre de 2018                                                                                | Anti-SDE AMOLED Display | 1440x1600            | 110°            | auriculares AKG integrados, micrófono incorporado                              | 1x USB 3.0 1x HDMI 2.0 Radio Bluetooth 5.0 integrada para comunicarse con los controladores    | $500                                                                | Windows Mixed Reality SteamVR | Controladores duales 6DoF rastreados por HMD (mismos controladores que el Samsung Odyssey) *                                      |
| HP Reverb            | Realidad virtual   | 6 de mayo de 2019                                                                                    | LCD                     | 2160x2160            | 114°            | auriculares extraíbles, dos micrófonos integrados, conector de audio de 3.5 mm | 1x USB 3.0 1x DisplayPort 1.3 Radio Bluetooth integrada para comunicarse con los controladores | $599 Edición consumidor $649 Edición profesional                    | Windows Mixed Reality SteamVR | Controladores duales 6DoF rastreados por HMD *                                                                                    |

* Nota: los auriculares de realidad mixta de Windows también son compatibles con los controladores Xbox One.

## Mixed Reality Portal
Mixed Reality Portal (en español Portal de realidad mixta) es una aplicación de la Plataforma universal de Windows que sirve como front-end para Windows Mixed Reality. Cuenta con un entorno 3D que los usuarios pueden explorar y personalizar con accesos directos a aplicaciones y escritorios virtuales. La característica originalmente lanzada con un entorno, Cliff House. Un segundo, Skyloft, se agregó en la actualización de abril de 2018.